# Сильний водневий зв'язок
Си́льний водне́вий зв'язо́к — різновид водневого зв'язку, що характеризується надзвичайно скороченими відстанями між електронегативними атомами, які його утворюють. Наприклад, сильнозв'язана молекула води в прожареному моногідраті сульфату купруму CuSO4·H2O розташована так, що відстань О(сульфат)—О(вода) становить близько 2 Å, що майже рівне двом стандартним довжинам ковалентних зв'язків O—H.
Сильний водневий зв'язок спостерігається в ряді кристалогідратів (CuSO4·H2O, гіпсі, апатиті). Вода, зв'язана сильним водневим зв'язком, надзвичайно важко видаляється при нагріванні та призводить до величезного (до 1000 см-1) низькочастотного зсуву і зростання інтегральної інтенсивності смуг ν(O-H) в ІЧ спектрах.
Сильний водневий зв'язок також характерний для «структурної» води, яка входить до структури великих біологічних молекул (білків, полісахаридів) і багато в чому зумовлюють їх хімічні та фізичні властивості (зокрема, конформації та ряд кислотно-основних реакцій).